# Хиспанизација
Хиспанизација, позната и као кастиљанизација, односи се на процес којим место или особа постају под утицајем хиспанске културе или процес културне и / или језичке промене у којој нешто што није хиспанско постаје хиспанско. Хиспанизацију илуструју говорни шпански, производња и потрошња хиспанске хране, музика на шпанском језику и учешће на хиспанским фестивалима и празницима. У бившим шпанским колонијама термин се користи и у уском језичком смислу шпанског језика који замењује аутохтоне језике.

## Шпанија
Унутар Шпаније, израз „хиспанизација“ може се односити на културну и језичку апсорпцију етнички берберских Гуанча, староседелачког становништва Канарских острва у веку након њиховог потчињавања у 15. веку.
Релативно се ретко користи као синоним за кастиљанизацију, тј. Историјски процес у коме се говорници мањинских шпанских језика као што су каталонски, баскијски, галицијски, астурско-леонезијски или арагонски језички асимилирају и поступно напуштају свој језик и замењују га шпанским. Будући да су сви поменути језици заједнички званични језици заједно са кастиљским шпанским језиком, пожељнији је термин кастилијанизација.
Морискоси (муслимани који су прешли на хришћанство, али су наставили да живе у различитим заједницама) прошли су интензивну, присилну хиспанизацију. Након конверзије, сви су добили шпанска имена под којима су били познати у свим службеним документима (мада приватно, вероватно су често наставили да користе своја изворна арапска имена. 1567. године, Филип II Шпански је издао краљевски декрет којим је Морискосима забранио употребу арапског у свим приликама, формалног и неформалног, говорења и писања. Коришћење арапског језика у било ком смислу те речи сматрало би се злочином. Добили су три године да науче „хришћански“ језик, након чега би се морали ослободити од целог арапског писаног материјала. Непознато је колико Морискоса је поштовало декрет и уништавало сопствене арапске књиге и колико их је држало у супротности са краљевим декретом; познато је да је декрет покренуо једну од највећих побуна у Мориску. На крају, Морискоси су имали само два избора - или да прихвати потпуну хиспанизацију и одустане од било каквог трага свог првобитног идентитета, или да буду депортовани у Мароко.

## Сједињене Америчке Државе
Према попису становништва у Сједињеним Државама из 2000. године, око 75% свих Латиноамериканаца код куће је говорило шпански. Стопе задржавања хиспаноамериканаца су јако високе у деловима Тексаса и Новог Мексика и дуж границе, јер је и проценат Хиспанаца који тамо живе веома висок. Ларедо, Тексас; Шимаио, Нови Мексико; Ногалес, Аризона; и касније у 20. веку, на пример Коакела, у Калифорнији, сви имају хиспанско становништво веће од 90 процената. Даље, у овим местима живи већинско хиспанско становништво још од времена шпанског освајања и колонизације подручја у 15. и 16. веку. 
Неки градови са англо-већинском већином од тада су постали већински хиспаноамериканци, попут Мајамија (хиспанска већина до 70-их) и Сан Антонио (хиспанска већина до 80-их).

## Хиспанска Америка
У шпанској Америци такође се користи за наметање шпанског језика у бившим шпанским колонијама попут Мексика и његово усвајање од стране аутохтоних народа. То се односи на утицај Шпаније који је започео крајем 15. века и Шпанско царство које је започело колонизацијом Канарских острва 1402. године, а која су данас део Шпаније. Касније искрцавање Кристофора Колумба 1492. године на Карибе, затим Централну Америку и Јужну Америку. Све ове земље су биле хиспанизоване; међутим, тамо још увек има много људи који држе културу која још увек води порекло од староседелачких народа Америке. Све до недавно, кастилијанизација је била званична политика влада многих хиспанско-америчких земаља. Тек недавно су у значајној мери уведени програми интеркултурног двојезичног образовања. Иста ситуација се дешава са европским популацијама нешпанског порекла, попут италијанских и немачких популација у Чилеу и Венецуели; ово је добровољно, јер још увек говоре свој матерњи језик.

## Филипини
Филипинским архипелагом управљало се из Мексика у периоду од 1565. до 1821. као провинција Шпаније до 1898. Од касног 16. века, хиспанска култура је неумерено утицала, обликовала и постала темељ модерне филипинске културне. Изведена из аустронезијских и иберијских утицаја, модерну филипинску културу описују као спој источне и западне (углавном шпанске) традиције. Иако већина Филипинаца и даље углавном говори аустронезијски језик, филипински језици имају хиљаде шпанских позајмљеница. Даље, један број Филипинаца на југу говори шпанском креолом која је позната као Чавакано. Многи називају ове језике Тихог океана, хиспано-аустронезијски језици, због великог утицаја шпанског на њих.